# Györgyjakab Enikő
Györgyjakab Enikő (Kézdivásárhely, 1982. január 5. –) erdélyi magyar színésznő, koreográfus, a Kolozsvári Állami Magyar Színház tagja, a kolozsvári Babeș–Bolyai Tudományegyetem Színház és Televízió Karának pedagógusa, valamint a Shoshin Színházi Egyesület társalapítója.

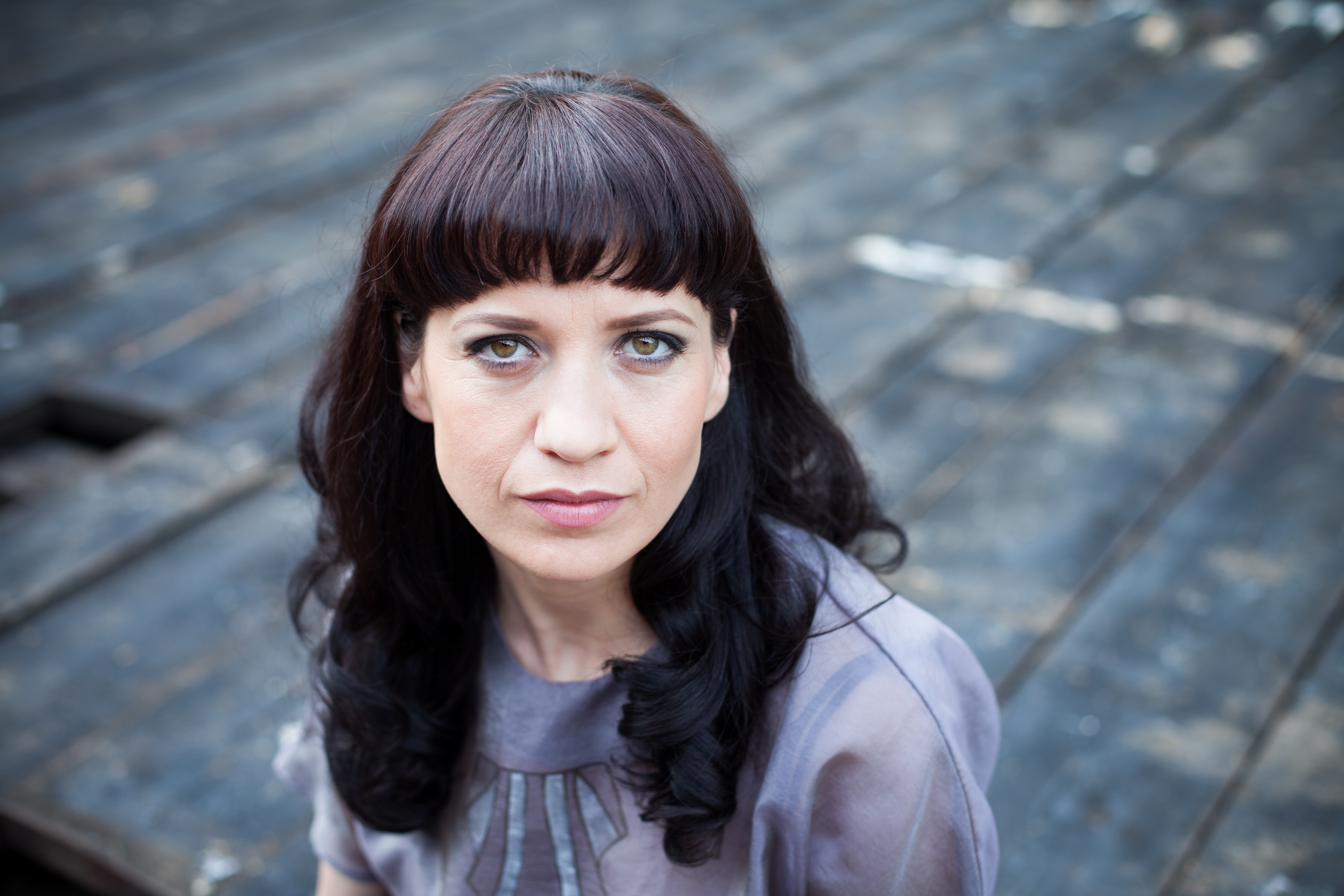
Györgyjakab Enikő, fotó: Adi Bulboacă, Tízen a filmért (TIFF, 2014)

## Életpálya
Iskolai tanulmányait a sepsiszentgyörgyi Mikes Kelemen Elméleti Líceumban végezte, majd két év filozófia tanulása után, a színészi pálya mellett döntött. 2001-ben felvételt nyert a kolozsvári Babeș–Bolyai Tudományegyetem színész szakára, melyet 2005-ben végzett el. Ezt követően a Kolozsvári Állami Magyar Színházhoz szerződött, és 2005 óta tagja a nemzetközi szinten is elismert társulatnak, ahol közel 40 szerep alakításában láthatta a nagyközönség. Neves rendezőkkel dolgozhatott együtt, többek között mint Andrei Şerban, Robert Woodruff, Tompa Gábor, Silviu Purcărete, Mihai Măniuțiu, Michal Dočekal. Kolozsvári szerepei mellett több éven keresztül együttműködött a sepsiszentgyörgyi M Studio mozgásszínházi társulat produkcióiban is. A kőszínházi munkáin kívül rendszeresen vesz részt független színházi projektekben, saját koreográfiákat jegyez, valamint fizikai színházi workshopokat is tart. A Shoshin Színházi Egyesület alapító tagja (2014), társvezetőként különböző művészeti, pedagógiai és szociális projekteken dolgozik. A színházi szerepek mellett a filmes világban is kipróbálta magát, amelyet több rövid- és nagyjátékfilm is tanúsít.
2011–2013 között a kolozsvári Babeș–Bolyai Tudományegyetem Színház és Televízió Karán magiszteri diplomát szerzett, és 2015-ben elkezdte doktori tanulmányait színház és színművészet szakterületen. A tudás megszerzése mellett a tudás átadásának művészetét is gyakorolja mint a kolozsvári színművészeti egyetem pedagógusa.
Pályafutása során a színházi szakma számos díjjal tüntette ki: 2013-ban elnyerte a legjobb női mellékszereplőnek járó UNITER-díjat, Thea Elvsted megformálásáért (Hedda Gabler, rendező: Andrei Şerban, Kolozsvári Állami Magyar Színház, 2012); 2014-ben A romok Igaz menedék  (rendező: Tompa Gábor, Kolozsvári Állami Magyar Színház, 2013) című előadásban nyújtott alakításáért elnyerte a Bánffy Miklós Vándordíjat; 2015-ben pedig a legjobb színésznő díjat kapta a bukaresti Fest(in) pe Bulevard Nemzetközi Színházi Fesztiválon.  
Györgyjakab Enikőt mindig is érdekelte az emberi test és annak civil környezetben való mozgása és dinamikája. Már főiskolás korában körvonalazódott számára az a gondolat, hogy a színházi szcénán belül a mozgásszínház világával is foglalkozzon. Alkalma volt három évet intenzíven dolgozni Uray Péterrel, a sepsiszentgyörgyi M Studio Színház alapítójával. Az egyetem elvégzése után még nagyobb kifinomultsággal és érzékenységgel próbálta elsajátítani és megismerni az emberi testek kimeríthetetlen mozgásvilágát. Egy-egy koreográfia megalkotásakor elsősorban azokat a pillanatokat keresi a színésznő, amelyek létrejöttekor az ember őszintén van jelen a mozgás elvégzésekor, levetkőzve a testek és az identitások által kreált  pajzsként szolgáló maszkokat. Állandó keresés és tanulás az, amelyet gyakorol, annak érdekében, hogy az őt körülvevő jelek és jelrendszerek megismerhetővé váljanak számára.
„Jó kapcsolatban vagyok a testemmel, és ez valószínűleg a gyerekkoromból származik. Ugyanis a családban mindenki nagyon sok fizikai munkát végzett, én is annyit dolgoztam, mint a három fiútestvérem.  Ezt egyáltalán nem éltem meg rossz dologként, sőt. Most is úgy vagyok vele, hogy amikor tánccal vagy mozgással kell kifejeznem magam, az sokkal könnyebben megy nekem, mint beszélni” – Livingroom beszélgetéssorozat a Kolozsvári Állami Magyar Színházban, 2016 május. 24.
Úgy művészetének, mint tanítási módszerének, valamint színházi szemléletmódjának vezérelve a keresés. Erre utal a Köllő Csongorral közösen alapított színházi egyesület neve is: Shoshin. A zen buddhizmusból származó kifejezés azt jelenti: „a kezdő elméje”. Vagyis nyitottság, kíváncsiság, előítélet-mentesség – és persze, a keresés. Színházi alakításaiban erőteljesen megmutatkozik szoros kötődése a mozgás és a tánc világához. Egyetemi tanárként hallgatóinak főként kontakt alapú mozgástechnikát tanít, és a színpadi test kifejezési lehetőségeit kutatja.

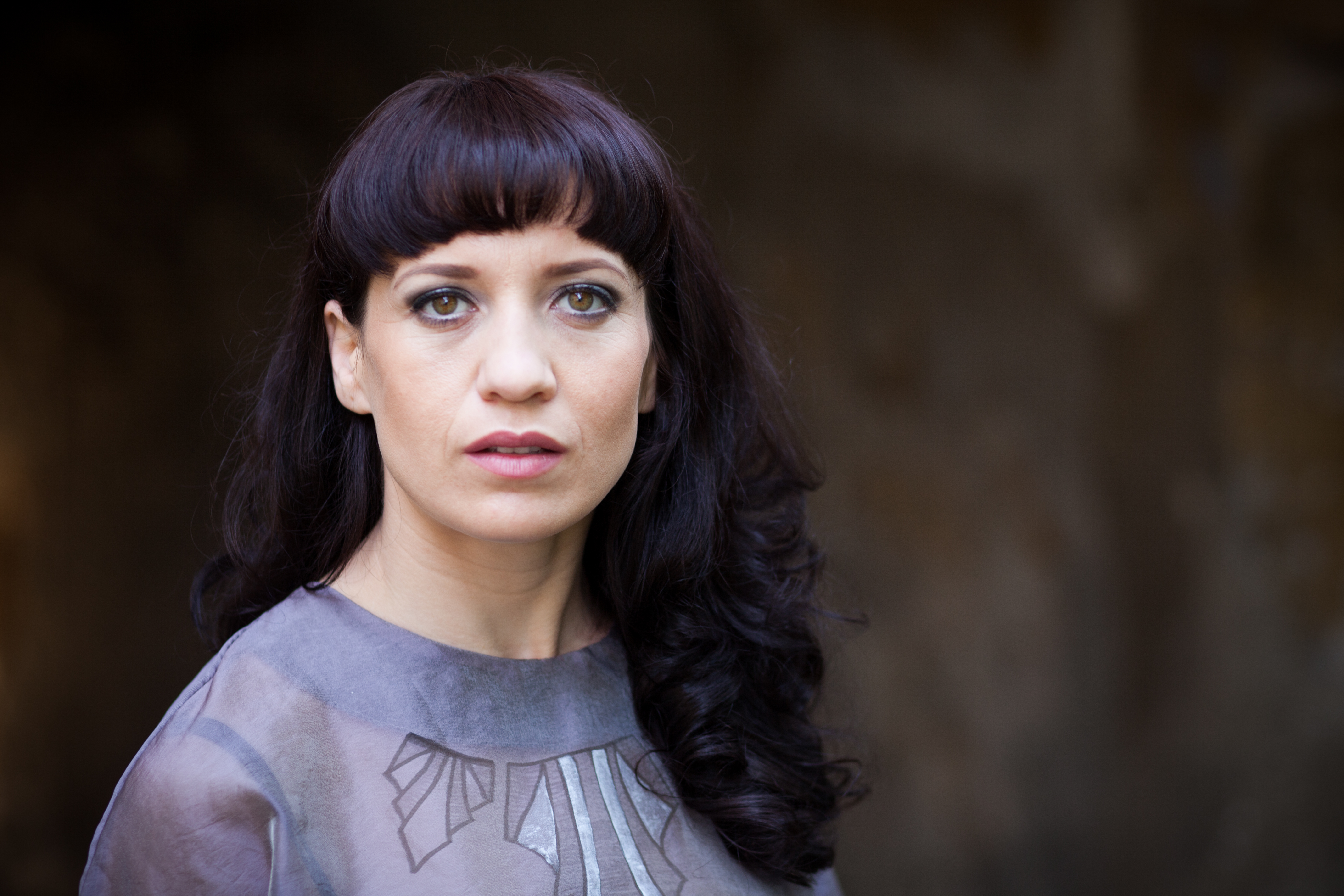
Györgyjakab Enikő, fotó: Adi Bulboacă, Tízen a filmért (TIFF, 2014)

## Színházi szerepei

### Kolozsvári Állami Magyar Színháznál játszott szerepei
- JULIE – Illegitim, rendező: Adrian Sitaru (2018)
- KLÁRA / TERÉZA – Franz Kafka regénye nyomán: Amerika, rendező: Michal Dočekal (2015)
- PORTIA – W. Shakespeare: Julius Caesar, rendező: Silviu Purcărete (2015)
- MAGGIE – George Tabori: Rekviem egy ügynökért, rendező: Mihai Măniuțiu (2015)
- NŐ – #hattyúdal, Csehov után, rendező: Sinkó Ferenc (2015)
- HANNA – Nona Ciobanu: Aki elzárja az éjszakát, rendező: Nona Ciobanu (2014)
- MELITTA – Miroslav Krleza: Léda, rendező: Robert Raponja (2014)
- ANGI – Csipke, rendező: Mezei Kinga (2013)
- FELESÉG – Visky András: Visszaszületés, rendező: Tompa Gábor (2013)
- AMÁL – Esterházy Péter: Én vagyok a Te (felolvasószínházi előadás), rendező: Visky András (2013)
- LÍZA PAPANEK – Bohumil Hrabal: Őfelsége pincére voltam, rendező:   Michal Dočekal (2013)
- A LERONGYOLÓDOTT HALÁL, HALÁL HIGH STYLE ALAKMÁSA – Johannes von Tepl: A földműves és a halál, rendező: Mihai Măniuţiu (2013)
- VERONIKA  – Móricz Zsigmond: Nem élhetek muzsikaszó nélkül, rendező: Hatházi András (2013)
- NŐ – Romok Igaz Menedék (táncelőadás), rendező Tompa Gábor (2012)
- MERIDEE – Charles Mee: Tökéletes Menyegző, rendező: Karin Coonrod (2012)
- THEA ELVSTED – Henrik Ibsen: Hedda Gabler, rendező: Andrei Şerban (2012)
- ÜBÜ MAMA – A. Jarry: Übü király, rendező: Alain Timar (2011)
- PIA – Thomas Vinterberg – Mogens Rukov – Bo Hr. Hansen: Születésnap, rendező: Robert Woodruff (2011)
- ANITA – Lakatos Róbert-Felméri Cecília: Drakulatúra – avagy A Brand Stroker projekt, rendező: Lakatos Róbert (2011)
- PERA – Marin Držić: Dundo Maroje, rendező: Robert Raponja (2011)
- LÉNA – Georg Büchner: Leonce és Léna, rendező: Tompa Gábor (2010)
- MÜRRHINÉ – Arisztophanész: Lüszisztraté, avagy a nők városa, rendező: Dominique Serrand (2010)
- PSOSICJÁ – Hanoch Levin: Téli temetés, rendező: Elie Malka (2010)
- LÁNY – Visky András: Visszaszületés, rendező: Tompa Gábor (2009)
- LUCILE – Georg Büchner: Danton halála, rendező: Mihai Măniuţiu (2009)
- NATALJA IVANOVNA – A.P. Csehov: Három nővér, rendező: Tompa Gábor (2008)
- LADY ANNA – W. Shakespeare: III. Richárd, rendező: Tompa Gábor (2008)
- ZINAIDA MIHAJLOVNA MEISSNER – Danilo Kiš: Borisz Davidovics síremléke, rendező: Robert Raponja (2008)
- NŐ – Pantagruel sógornője, rendező: Silviu Purcarete (2008)
- A VŐLEGÉNY ANYJA, ESZTENÁS LEÁNY – H. Ibsen: Peer Gynt, rendező: David Zinder (2008)
- ANNA – T. Bernhard: A vadásztársaság, rendező: Dragoş Galgoţiu (2008)
- III CIESCA – G. Puccini: Gianni Schicchi, rendező: Silviu Purcărete (2007)
- JELENA ANDREJEVNA – A.P. Csehov: Ványa bácsi, rendező: Andrei Şerban (2007)
- ANNA PAGE – W. Shakespeare: A windsori víg nők, rendező: Keresztes Attila (2007)
- SZULAMIT-SZOPHIA – Énekek éneke, rendező: Mihai Măniuţiu (2007)
- MESÉLŐ, MME BERNARD, ZÁLOGHÁZAS NŐ,TITKÁRNŐ -Aki Kaurismäki: Bohémélet, rendező: Radu-Alexandru Nica (2007)
- LÁNY – Visky András: Hosszú péntek, rendező: Tompa Gábor (2006)
- MAGGIE – K. Ludwig: Botrány az operában, rendező: Bokor Péter (2006)
- KARVEZETŐ – I. L. Caragiale: Az elveszett levél, rendező: Tompa Gábor (2006)

### Más színházaknál játszott szerepei
- ANTIGONÉ – Antigoné családja: a vakság történetei (kültéri színházi megnyilvánulás), rendező: Raul Iaiza, Shoshin Színházi Egyesület (2015)
- ROSALINDA – W. Shakespeare: Ahogy tetszik (fizikai színházi előadás), rendező Uray Péter, Kolozsvári Nemzeti Színház (2014)
- KATARINA – Lars Noren: Démonok (lakásszínház) rendező: Razvan Muresan, Artimo Egyesület és a Teatrul Jolly produkciója (2013)
- NICCOLO – Matei Visniec: Bohóc kerestetik, rendező: Alexandru Gherman, független színházi produkció, (2013)
- MINDENKE ÉS A VARÁZSDOBOZ – egyéni előadás, alkotótársak: Palocsay Kisó Kata, Forró Ágnes, Ciocan Raul (2013)
- DESDEMONA – W. Shakespeare: Othello, rendező: Mihai Măniuţiu, M Studio, Sepsiszentgyörgy (2011)
- OPHELIA – W. Shakespeare: Hamlet (fizikai színházi előadás), rendező: Uray Péter, M Studio, Sepsiszentgyörgy (2009)
- SZENT LÉNY – A falu (táncszínházi előadás), rendező: Uray Péter, M Studio, Sepsiszentgyörgy (2006)
- ABIGAIL WILLIAMS – Boszorkányhajsza, rendező: Uray Péter, Északi Színház Harag György Társulat, Szatmár (2005)
- MARIE – Dokk (mozgásszínházi előadás) G. Büchner Woyzeck című drámája alapján, rendező: Uray Péter, M Studio, Sepsiszentgyörgy (2005, 2009)
- II NŐ – Vadak (táncszínházi előadás), rendező: Uray Péter, Panboro Színház, Budapest (2003)
- MÁSA – Szép Fehérség (mozgásszínházi előadás) A. P. Csehov Három Nővér című drámája alapján, rendező: Uray Péter, Panboro Színház, Budapest (2003)

## Filmszerepei

### Rövidfilmek
- Személyi Figyelő, rendező: Lakatos Róbert, 2013
- Un pachet la doua zile, rendező: Manuela Borza, 2011
- Románc, rendező: László József, 2010
- Jobb Kanyar, rendező: Bakó Kincső, 2010
- Mázrománc, rendező: Kurta Kinga, 2010
- Öngol, rendező: László József, 2009
- Ibusár, rendező: Ferencz Orsolya, 2009
- Veled, rendező: Püsök Botond, 2008

### Nagyjátékfilmek
- Orizont, rendező: Marian Crişan, 2015

## Koreográfiák
- Exposed, Babeş–Bolyai Tudományegyetem, Színház és Televízió Kar (2017)
- A per,  rendező: Mihaela Panainte, Kolozsvári Nemzeti Színház (2017)
- Öregek könyve, rendező: Mihaela Panainte, Kolozsvári Állami Magyar Színház (2016)
- g.a.me, Babeş–Bolyai Tudományegyetem, Színház és Televízió Kar (2016)
- Occupy Yourself, rendező: Cosmin Matei, Váróterem Projekt (2015)
- Fun, rendező: Mihai Maniutiu, Torda-i Városi Színház (2014)

## Díjak és elismerések
- Fest(in) pe Bulevard Nemzetközi Színházi Fesztivál, Legjobb női alakítás – Hanna (Aki elzárja az éjszakát, 2015)
- Uniter (Román Színházi Szövetség), Legjobb női mellékszereplő – Thea Elvsted (Hedda Gabler, 2013)
- Bánffy Miklós Vándordíj – Romok Igaz Menedék (2014)
- KÁMSZ Művészeti Tanácsának díjai:
  - Hedda Gabler, Tökéletes menyegző, Übü király (2011/2012) Fődíj
  - Leonce és Léna, Lüszisztráté avagy a nők városa (2010/2011)       
  - Danton halála, Három nővér, III. Richárd (2008/2009)     
  - Ványa bácsi, Vadásztársaság (2007/2008)
  - Énekek éneke, Hosszú péntek (2006/2007)

## Kritikai visszhang
„Hanna (a sepsiszentgyörgyi származású Györgyjakab Enikő kiemelkedő alakítása) és Max (Viola Gábor) az elnyomó és az áldozat szerepét váltogatja, hol egyikük, hol másikuk kerekedik felül. Egymást kínozva keresik mindketten a választ saját kérdésükre, holott mindketten tudják: az elnyomó életének az áldozat, az áldozaténak az elnyomóé nélkül nincs értelme. Így hát mindketten egyszerre elnyomókká és áldozatokká, a külvilág beavatkozása/kizárása nélkül e kettősség bűvköréből szabadulni képtelen bábokká válnak.” – Váry O. Péter: Az éjszakát nem lehet elzárni, Háromszék, 2015. május 9.
„Kemény előadás, nehezen elviselhető és főleg nehezen játszható. Az alakítás azonban példamutató, „ahogy a nagykönyvben írják”, a két nagyon erős színésznek köszönhetően: Viola Gábor és Györgyjakab Enikő rendkívüli adottságokkal rendelkeznek, tökéletesen uralják mozgásukat és gondolataikat. A színészeket pedig csodálatosan vezeti a rendezőnő, akinek romániai előadásait ezentúl érdeklődéssel és türelmetlenül várom, akár román, akár magyar, német vagy jiddis nyelvű színházban rendezi majd őket.” – Mircea Morariu: O revenire (Egy visszatérés), Adevărul, 2015. március 27.
„Két Elvstednével találkozhatunk a szereposztásban: Györgyjakab Enikő és Pethő Anikó alakításában láthatjuk azt a figurát, aki bármennyire is elszürkül Hedda mellett, mégis „megoldandó feladatnak” számít a főhősnő számára. A vele való párviadalban Hedda bevet minden alattomos női eszközt, hogy fölé kerekedjen. Az áldozatkész Elvstedné persze ezeket szinte nem is érzékeli, fél tőle, kissé butuska mivolta kitűnő terep Hedda számára, kettejük jeleneteiben türemkedik ki leginkább énjének minden árnyoldala. Bár más-más eszközökkel, de mindkét színésznő jól építi fel a szerepet, szép munkát végeznek.” – Köllő Katalin: Ki is ez a Hedda Gabler?, Szabadság, 2012. február 4.
„Hihetetlen érzelmi libikóka részesei lehetünk. Rendkívül intenzív a színészi játék. Györgyjakab Enikő és Viola Gábor szó szerint és áttételesen is pőrévé válnak, mindent levetnek magukról, nem csak a ruháikat, hanem a gátlásaikat, az előítéleteiket is. Van az előadásban egy nehezen felejthető rendkívül érzéki jelenet, amikor egymást etetik, vadul, szinte egymásba hatolva. A múltat azonban nem lehet eltörölni, az örökké ott kísért és beárnyékol mindent.” – Balogh Gyula: Az őrületen innen és túl, Népszava, 2018. június 1.
„Bodolai Balázs Leonce hercege, vagy Györgyjakab Enikő Lénája annyira ábrándosan szórakozottak, cél nélkül kóválygók, hogy tán azt se tudják, szerelmesek-e egymásba, vagy se. Mi viszont sejthetjük, hogy egy ilyen világban tiszta érzelmek sem nagyon létezhetnek. Szép és kifejező a tömegmozgatás, ahogy az udvar tagjai szolgalelkű megalázkodással reagálnak az újabb és újabb bornírt uralkodói ötletekre.” – Bóta Gábor: Végpusztulás és humanizmus, Népszava, 2010. december 6.
„Györgyjakab Enikő mesekönyv szépségű Lénája lebeg, zöld-fehér ruhájában, virágaival, tipegésével, szentimentálisan olvadozó és csipogón kíváncsiskodó hanghordozásával a zenedobozokban táncoló balerinákra hasonlít.” – Papp Tímea: Tréfa, szatíra, irónia és mélyebb értelem, Revizor online, 2011. február 1.
„ Léna (Györgyjakab Enikő) mozgása, pózai inkább belesimulnak környezetébe, a rizsporosok megkomponált kompániájába.” – Szemerédi Fanni: Elbábozódás, Ellenfény, 2011/7
„A kolozsvári színház Csipkéje, (…) egészen más, költői nyelven, voltaképpen a világ minden kegyetlenségén túli szerethetősége felől beszél az életről, holott Máté Angi Mamó című regénye, amely Mezei Kinga rendezésének alapanyaga, korántsem egy szivárványos gyermekkorról szól. Illetve dehogynem: a főszereplő árva kislány (Györgyjakab Enikő érzékeny alakításában) minden vele történt szörnyűség dacára is, gazdag fantáziájában szivárványosra és viccesre színezi az élet legszomorúbb mozzanatait.” – Varga Anikó: Kisvárda, idén is, Helikon, 2015. február 10.
„Györgyjakab Enikő belülről teremti meg karakterét. Nem erőszakol magára burjánzó, teátrális gesztusokat, gondolatban közeledik és táncol vissza gyermekiségéhez, és míg az előadás legelején karcosan szakadnak fel belőle a halálról szóló mondatok, az előadás végén már a fájdalom elfogadásával, kisimultan beszél a magára maradottság érzéséről.” – László Beáta Lídia: Emlékezések POSzT fesztivál(napló), Játéktér, 2014. június 9.
„Ebben a környezetben jelenik meg a kislányt alakító Györgyjakab Enikő, aki mozdulataival a mindenre kíváncsi, de mégis óvatosan szemlélődő figurát hozza be a színpadra és precíz játékával végig megtartja a nézők figyelmét.” – Lovassy Cseh Tamás: Volt egyszer egy kislány, revizoronline.hu, 2015. május 13.